# Siroki Zoltán
Siroki Zoltán (Budapest, 1906. július 25. – 1987) magyar ornitológus.

## Pályája
Honi madarászkultúránk mindmáig legkiemelkedőbb alakja, Siroki Zoltán. Már egyetemi hallgató korában lepkék és bogarak gyűjtésével foglalkozott, emellett hazai és külföldi madarakat gondozott és tenyésztett. A madarak szeretetét statisztikai tanácsos édesapjától örökölte, aki maga is számos díszmadárfaj tenyésztésénél ért el sikereket. 1938-ban tanári oklevelet is szerzett előző diplomája mellé, és ez év végén a Mosonmagyaróvári Gazdasági Akadémiához került, majd a következő év elején a kassai Középfokú Gazdasági Tanintézethez helyezték át. Ekkortól már szabadidejében növénygyűjtéssel is foglalkozott.
1942-ben nősült meg, később 3 lánya született. 1953-ban megbízást kapott a Debrecenben létesítendő Mezőgazdasági Akadémia Biológiai Tanszékének megszervezésére. Kutatómunkát növénycönológia, florisztika, entomológia és ornitológia tárgykörökben végzett. Tanszékvezetői munkáját 1970-ig látta el, 63 éves korában került nyugállományba.
„A család és a napi oktatómunka mellett életemet négy dolog, mondhatnám négy szenvedély töltötte ki: a madarak, a bogarak, a sáskák és a növények világa” – nyilatkozta egy alkalommal.
Több mint 100 publikációja közül 73 közlemény foglalkozik egzotikus díszmadarak tartásával és tenyésztésével. 1976-ban jelent meg Díszmadarak a lakásban című könyve, melyben 123 díszmadárfajt ismertet részletesen. E könyv máig a legteljesebb műnek tekinthető magyar nyelven e témában.
Élete és munkássága – melyet a Magyar Díszmadártenyésztők Egyesületének elnökeként és a debreceni csoport elnökeként is köztisztelet övezett – minden hazai madártenyésztő számára példaértékű.

## Művei
- Díszmadarak a lakásban; Natura, Bp., 1976
- Díszmadarak a lakásban; kieg. Gere Géza; 5. jav. kiad.; Mezőgazda, Bp., 2005 (Állatbarátok könyvtára)